# Floyd Crosby
Floyd Delafield Crosby (New York, 12 december 1899 – Ojai, 30 september 1985) was een Amerikaans cameraman.

## Biografie
Floyd Crosby was de zoon van Frederick Van Schoonhoven Crosby, die onder meer als diplomaat in Berlijn werkzaam is geweest, en Julia Floyd Delafield, een dochter van medicus Francis Delafield.
Hij volgde een opleiding aan het New York Institute of Photography en werkte op de New York Stock Exchange, aan Wall Street. Een ontmoeting met de wetenschapper William Beebe en daaropvolgend een gezamenlijk reis naar Haïti in 1927 betekenden het begin van Crosbys carrière als cameraman. In 1931 won hij een Oscar voor beste camerawerk voor de dramafilm Tabu: A Story of the South Seas, de laatste film van W. F. Murnau. Tijdens de Tweede Wereldoorlog maakte hij met Pare Lorentz educatieve films voor piloten. In 1946 verliet hij de luchtmacht en in 1972 ging hij met pensioen.
In 1940 trouwde hij met Aliph Van Cortland Whitehead. Hun huwelijk hield twintig jaar lang stand, waarna hij met de in Californië geboren scriptgirl Betty Cormack trouwde. Hij was de vader van Ethan (1937 - 1997 of 1998) en David Crosby (1941 - 2023).